# Metalinhomoeus longiseta
Metalinhomoeus longiseta är en rundmaskart. Metalinhomoeus longiseta ingår i släktet Metalinhomoeus, och familjen Linhomoeidae. Arten är reproducerande i Sverige.